# Chegongtempel van Sha Tin
De Chegongtempel van Sha Tin of Che Kungtempel van Sha Tin ligt vlak bij Tai Wai, Sha Tin District, New Territories, Hongkong. Het is de beroemdste Chegongtempel van Hongkong. Tijdens de tweede en derde dag van de eerste maand van de Chinese kalender komen duizenden mensen naar deze tempel om Chegong te eren. Onder hen bevinden zich vele Hongkongse overheidspersoneel. De tempel ligt op midden van de weg Che Kung Miu Road, tussen Tai Wai en Che Kung Temple station van de Hongkongse metro.
De originele tempel werd in de 17e eeuw gebouwd en twee eeuwen later gerenoveerd. De tempel staat op de lijst van Grade II historic building. De in 1993 gebouwde Chegongtempel staat voor de oude tempel.
De toegang tot de tempel is gratis, maar een geldoffer is noodzakelijk. De tempel is van 7:00 tot 21:00 geopend.